# Hasiakowa Skała
Hasiakowa Skała (1232 m n.p.m.) – najdalej na wschód wysunięta kulminacja Połoniny Wetlińskiej w Bieszczadach, położona na północ od Przełęczy Wyżnej i na zachód od doliny potoku Prowcza. Na północ odchodzi ze szczytu boczny grzbiet Jawornika i Dwernika Kamienia, ciągnący się aż do doliny Sanu. Od wysokości ok. 1100 m n.p.m. stoki pokrywa połonina. Kilka metrów na południe od najwyższego punktu znajduje się schronisko „Chatka Puchatka”, najwyżej położone w Bieszczadach.
Przez wierzchołek prowadzi znakowany na czerwono Główny Szlak Beskidzki Smerek – Berehy Górne, z którym łączy się szlak żółty z Przełęczy Wyżnej. Do niego z kolei (w dolnej części) dochodzi czarny szlak z kempingu „Górna Wetlinka”.

## Szlaki turystyczne
czerwony:
- z Berehów Górnych 1.40 h (↓ 1.10 h)
- ze wsi Smerek 4.50 h (z powrotem 4.05 h), z Przełęczy Orłowicza 1.50 h (z powr. 1.35 h),
z Osadzkiego Wierchu 0.50 h (z powr. 0.50 h)

 żółty:
- z Przełęczy Wyżnej 1 h (↓ 0.35 h)

  czarny i żółty:
- z kempingu „Górna Wetlinka” 1.45 h (↓ 1 h)